# Джерельне (заказник)
Джере́льне — загальнозоологічний заказник місцевого значення в Україні. Об'єкт природно-заповідного фонду Харківської області. 
Розташований у межах Богодухівського району Харківської області, біля села Воскресенівка. 
Площа — 21 га. Статус присвоєно згідно з рішенням облради від 17.11.1998 року. Перебуває у віданні: ВАТ «Ульянівське». 
Статус присвоєно для збереження осокового болота в заплаві річки Рябинка (притока Ворскла). Фауна представлена лучно-болотними видами, в тому числі видами, занесеними до Європейського Червоного списку (деркач), Червоної книги України (норка європейська, горностай) та Червоних списків Харківської області (лунь лучний, сова болотяна, черепаха болотяна, квакша звичайна).